# Guilherme Uzeda
Guillherme Uzeda (12 de julho de 1971) é um ator e humorista brasileiro.
Atualmente, interpreta o personagem Tia nos programas de TV Mulheres e Fofoca Aí, da TV Gazeta, e participa do grupo de humor Previsíveis.
No mercado publicitário, Uzeda já fez mais de 100 filmes para clientes de nomes bem conhecidos nos setores bancário, posto de gasolina, telefonia, entre outros.

## Carreira
Filho de mãe psicóloga e pai psiquiatra, Guilherme se formou em Psicologia com especialização em Psicodrama, também conhecido como Teatroterapia. Começou sua carreira em 2000 no teatro infantil com a peça Uma Professora Muito Maluquinha de Ziraldo. Ficou por 7 anos no grupo de humor Terça Insana, onde criou vários personagens.
Na televisão, ele começou no SBT na novela Marisol em 2003.
Em 2005, participou de Retrato Falado, com Denise Fraga, e em 2006 de Copas de Me, na Globo.
Convidado pela RedeTV! em 2009, fez o InterNET-se, ao lado de Francine Piaia.
Em 2010, estrelou a peça Entre Meias e Gravatas, com Marco Luque e Marlei Cevada. Também estrelou seu espetáculo solo chamado Vamu Ki Vamu.
Participou do humorístico A Praça é Nossa durante 3 anos, entre 2012 e 2015, com o personagem Zildo, do bordão “Graças a Deus”.
Na Gazeta, fez em 2014 o programa Chuchu Beleza, com Felipe Xavier.
Para o canal a cabo Multishow, participou em 2015 de A Grande Farsa, com o humorista Ceará. E para o mesmo canal, mais tarde, em 2018 esteve na série Xilindró, em sua terceira temporada.
Desde 2016, interpreta o personagem Tia no programa Mulheres, da TV Gazeta. Também desde 2016, tem apresentado seu monólogo A Tia é Um Show pelo Brasil afora.
Em 2019, o comediante ficou afastado do programa Mulheres, apresentado por Regina Volpato, no período de um mês e meio, após divergências com a apresentadora.
Em 2020, passou a integrar o programa Fofoca Aí, também da TV Gazeta.

## Vida pessoal
Foi casado com a atriz Camila Raffanti, com quem teve a filha Júlia.
Seu segundo casamento foi com o advogada Ana Carolina Tabith, com quem teve a filha Luísa.

## Filmografia

### Televisão
| Ano       | Título          | Emissora  | Papel |
| --------- | --------------- | --------- | ----- |
| 2003      | Marisol         | SBT       |       |
| 2005      | Retrato Falado  | TV Globo  |       |
| 2006      | Copas de Me     | TV Globo  |       |
| 2009      | InterNET-se     | RedeTV!   |       |
| 2012-2015 | A Praça é Nossa | SBT       | Zildo |
| 2014      | Chuchu Beleza   | TV Gazeta |       |
| 2015-2018 | A Grande Farsa  | Multishow |       |
| 2016-2019 | Mulheres        | TV Gazeta | Tia   |
| 2018      | Xilindró        | Multishow |       |
| 2020      | Fofoca Aí       | TV Gazeta | Tia   |

### Teatro
| Ano  | Título                          |
| ---- | ------------------------------- |
| 2000 | Uma Professora Muito Maluquinha |
| 2010 | Entre Meias e Gravatas          |
| 2010 | Vamu Ki Vamu                    |
| 2016 | A Tia é Um Show (monólogo)      |